# Lijst van rijksmonumenten in Heerde (gemeente)
De gemeente Heerde telt 65 inschrijvingen in het rijksmonumentenregister. Hieronder een overzicht. 

## Heerde
De plaats Heerde telt 32 inschrijvingen in het rijksmonumentenregister. Zie Lijst van rijksmonumenten in Heerde (plaats) voor een overzicht.

## Veessen
De plaats Veessen telt 7 inschrijvingen in het rijksmonumentenregister.
| Object                                                 | Oorspronkelijke functie?  | Bouwjaar              | Architect | Locatie           | Coördinaten?                 | Nr.?   | Afbeelding                               |
| ------------------------------------------------------ | ------------------------- | --------------------- | --------- | ----------------- | ---------------------------- | ------ | ---------------------------------------- |
| Nederlands hervormde kerk                              | Kerk en kerkonderdeel     | 19e eeuw              |           | Kerkstraat 19     | 52° 22' 40" NB, 6° 5' 18" OL | 21149  | Meer afbeeldingen                        |
| Het Klooster                                           | Boerderij                 | half 19e eeuw         |           | Veesser Enkweg 10 | 52° 22' 37" NB, 6° 5' 26" OL | 21150  | Meer afbeeldingen                        |
| Gepleisterd huis van begane-grond met pannen schilddak | Woonhuis                  | eerste helft 19e eeuw |           | IJsseldijk 33     | 52° 22' 31" NB, 6° 5' 18" OL | 21152  | Meer afbeeldingen                        |
| Mölle van Bats                                         | Industrie- en poldermolen | 1779                  |           | IJsseldijk 24     | 52° 22' 31" NB, 6° 5' 28" OL | 21154  | Meer afbeeldingen                        |
| Holle Wand                                             | Boerderij                 | 1911                  |           | IJsseldijk 9      | 52° 22' 32" NB, 6° 4' 53" OL | 520212 | Meer afbeeldingen                        |
| Rentmeesterswoning van het type dijkhuis               | Dienstwoning              | 1856                  |           | IJsseldijk 28     | 52° 22' 32" NB, 6° 5' 30" OL | 520213 | Rentmeesterswoning van het type dijkhuis |
| De Worp                                                | Boerderij                 | 1850-1875             |           | IJsseldijk 93     | 52° 22' 54" NB, 6° 6' 45" OL | 520214 | De Worp                                  |

## Vorchten
De plaats Vorchten telt 6 inschrijvingen in het rijksmonumentenregister.
| Object                                                                                              | Oorspronkelijke functie? | Bouwjaar                                 | Architect | Locatie        | Coördinaten?                 | Nr.?  | Afbeelding                                                                                          |
| --------------------------------------------------------------------------------------------------- | ------------------------ | ---------------------------------------- | --------- | -------------- | ---------------------------- | ----- | --------------------------------------------------------------------------------------------------- |
| Boerderij onder hoog wolfdak, dat deels met pannen, deels met riet en deels met golfijzer is gedekt | Boerderij                | eerste helft 19e eeuw                    |           | Kerkweg 13     | 52° 23' 54" NB, 6° 6' 22" OL | 21155 | Boerderij onder hoog wolfdak, dat deels met pannen, deels met riet en deels met golfijzer is gedekt |
| Boerderij                                                                                           | Boerderij                | 1847                                     |           | Kerkweg 15     | 52° 23' 56" NB, 6° 6' 24" OL | 21156 | Boerderij                                                                                           |
| Hervormde kerk                                                                                      | Kerk en kerkonderdeel    | waarschijnlijk 13e eeuw 19e eeuw (verb.) |           | Kerkweg 17     | 52° 23' 58" NB, 6° 6' 23" OL | 21157 | Meer afbeeldingen                                                                                   |
| Toren Nederlands hervormde kerk                                                                     | Kerk en kerkonderdeel    | ca. 1200                                 |           | Kerkweg bij 17 | 52° 23' 58" NB, 6° 6' 23" OL | 21158 | Meer afbeeldingen                                                                                   |
| Boerderij met woonhuis, bestaande uit begane-grond met pannen schilddak, waarop hoekschoorstenen    | Boerderij                | ca. 1860                                 |           | Kerkweg 18     | 52° 23' 52" NB, 6° 6' 22" OL | 21159 | Meer afbeeldingen                                                                                   |
| Boerderij ' 't klare water'                                                                         | Boerderij                | 1769 (jaartalankers)                     |           | Kerkweg 36     | 52° 24' 6" NB, 6° 7' 23" OL  | 21160 | Meer afbeeldingen                                                                                   |

## Wapenveld
De plaats Wapenveld telt 20 inschrijvingen in het rijksmonumentenregister. Zie Lijst van rijksmonumenten in Wapenveld voor een overzicht.
Aalten ·
Apeldoorn ·
Arnhem ·
Barneveld ·
Berg en Dal ·
Berkelland ·
Beuningen ·
Bronckhorst ·
Brummen ·
Buren ·
Culemborg ·
Doesburg ·
Doetinchem ·
Druten ·
Duiven ·
Ede ·
Elburg ·
Epe ·
Ermelo ·
Harderwijk ·
Hattem ·
Heerde ·
Heumen ·
Lingewaard ·
Lochem ·
Maasdriel ·
Montferland ·
Neder-Betuwe ·
Nijkerk ·
Nijmegen ·
Nunspeet ·
Oldebroek ·
Oost Gelre ·
Oude IJsselstreek ·
Overbetuwe ·
Putten ·
Renkum ·
Rheden ·
Rozendaal ·
Scherpenzeel ·
Tiel ·
Voorst ·
Wageningen ·
West Betuwe ·
West Maas en Waal ·
Westervoort ·
Wijchen ·
Winterswijk ·
Zaltbommel ·
Zevenaar ·
Zutphen